# Just a Wife (film)
Just a Wife er en amerikansk stumfilm fra 1920 af Howard Hickman.

## Medvirkende
- Roy Stewart som Richard Emerson
- Leatrice Joy som Mary Virginia Lee
- Albert Van Antwerp som Robert Lee
- Kathlyn Williams som Eleanor Lathrop
- William Lion West som Tom Marvin